# Agresty
Agresty – tom poetycki Stanisława Grochowiaka wydany w 1963 w Warszawie przez Spółdzielnię Wydawniczą „Czytelnik”.
Część wierszy z tomu jest przykładem nurtu turpistycznego w twórczości poety.